# 托巴特辛县

所在位置

托巴特辛县(乌尔都语: ضلع ٹوبہ ٹیک سنگھ)，巴基斯坦旁遮普省的一个县，位于该省中部。总面积648平方公里，总人口1,621,593(2009)。县治位于托巴特辛。

## 行政区划
托巴特辛县辖有3个乡。